# Deutscher Malinois-Club
Der Deutsche Malinois-Club e. V. (DMC) ist einer der vom Verband für das Deutsche Hundewesen anerkannten Rassezuchtvereine für den belgischen Schäferhund in der Varietät Malinois.
Sein Hauptsitz befindet sich in Friedberg. Die Geschäftsstelle in Kastellaun leitet die Geschäfte des Vereines, dem 16 Landesgruppen angeschlossen sind. Sie regelt die Mitgliederverwaltung, führt das Zuchtbuch und das Köramt und richtet das jährliche DMC Championate aus. Der DMC ist vom VDH anerkannt für den Malinois und darf, wie alle VDH-Mitglieder, nach den Regularien der FCI Rasseechtheitszertifikate (sogenannte „Papiere“) ausstellen.
Er betreut den Malinois in Sachen Zucht und Ausbildung in den Bereichen IGP und Mondioring und ist Mitglied in der Fédération Mondiale du Berger Belge, des Verbandes für das Deutsche Hundewesen und innerhalb dieses Verbands der Arbeitsgemeinschaft der Zuchtvereine und Gebrauchshundverbände. Über den VDH gehört der Verein zur Fédération Cynologique Internationale, dem internationalen Dachverband für das Hundewesen, an.
Die Schule für Diensthundewesen der Bundeswehr in Ulmen ist Mitglied im DMC.

## Vorsitzende des DMC
- 1984–2007: Peter Engel
- 2007–2024: Edgar Scherkl
- seit 2024: Florian Anton Knabl[5]